# General Juan N. Álvarez International Airport
General Juan N. Álvarez International Airport är en flygplats i Mexiko.   Den ligger i kommunen Acapulco de Juárez och delstaten Guerrero, i den södra delen av landet, 300 km söder om huvudstaden Mexico City. General Juan N. Álvarez International Airport ligger 4 meter över havet.
Terrängen runt General Juan N. Álvarez International Airport är platt. Runt General Juan N. Álvarez International Airport är det tätbefolkat, med 397 invånare per kvadratkilometer. Närmaste större samhälle är Acapulco, 18,7 km nordväst om General Juan N. Álvarez International Airport. Omgivningarna runt General Juan N. Álvarez International Airport är en mosaik av jordbruksmark och naturlig växtlighet.